# Forbidden (band)
Forbidden (of Forbidden Evil) is een thrashmetalband uit de San Francisco Bay Area, die met name eind jaren '80 en begin jaren '90 populair was. Na de eerste demo werd bewust voor "Forbidden" gekozen in plaats van "Forbidden Evil" omdat de band niet voor een blackmetalband aangezien wilde worden. Forbidden Evil werd wel de titel van het eerste album.
Forbidden ligt op dit moment stil. Russ Anderson heeft stemproblemen en is niet gemotiveerd om door te gaan en Matt Camacho is gestopt met de muziek.
Er was sprake van het opnemen van een nieuwe cd. De muziek was al grotendeels geschreven maar door de recente ontwikkelingen en een nieuw project van Craig Locicero (SpiralArms) is dit in de ijskast gezet.

## Bezetting
| (1985-1987) als Forbidden Evil                                   | - Russ Anderson - Zang - Craig Locicero - Gitaar - Robb Flynn - Gitaar - John Tegio - Bas - Paul Bostaph - Drums                              |
| (1987-1989)                                                      | - Russ Anderson - Zang - Craig Locicero - Gitaar - Glen Alvelais - Gitaar - Matt Camacho - Bas - Paul Bostaph - Drums                         |
| (1989-1992)                                                      | - Russ Anderson - Zang - Craig Locicero - Gitaar - Tim Calvert - Gitaar - Matt Camacho - Bas - Paul Bostaph - Drums                           |
| (1992-1997)                                                      | - Russ Anderson - Zang - Craig Locicero - Gitaar - Tim Calvert - Gitaar - Matt Camacho - Bas - Steve Jacobs - Drums                           |
| (1997-2001)                                                      | |
| (2001) als Forbidden Evil Thrash of the Titans (benefietconcert) | - Russ Anderson - Zang - Tim Calvert - Gitaar - Craig Locicero - Gitaar - Glen Alvelais - Gitaar - Matt Camacho - Bas - Jeremy Colson - Drums |
| (2001-2007)                                                      | |
| (2007-2012)                                                      | - Russ Anderson - Zang - Craig Locicero - Gitaar - Glen Alvelais - Gitaar - Matt Camacho - Bas - Gene Hoglan - Drums - Mark Hernandez - Drums |

## Discografie

### Albums
| Forbidden Evil               | 1988 | - |
| Raw Evil: Live at the Dynamo | 1989 | - |
| The Ultimate Revenge 2       | 1989 | - |
| Twisted into Form            | 1990 | - |
| Point of No Return           | 1992 | - |
| Distortion                   | 1995 | - |
| Green                        | 1997 | - |
| Omega Wave                   | 2010 | - |